# Nardò
Nardò (Nardó en el dialecte local) és un municipi italià situat a la regió de la Pulla i la província de Lecce. El 2022 tenia una població estimada de 30.700 habitants.